# Gojira Fainaru Wōzu
Gojira Fainaru Wōzu (em japonês:  ゴジラ FINAL WARS, em inglês:  Godzilla: Final Wars, em português:  Godzilla: Batalha Final) é um filme de kaiju de 2004 dirigido por Ryuhei Kitamura, escrito por Isao Kiriyama e Wataru Mimura e produzido pela Shogo Tomiyama. Sua produção foi realizada cooperativamente entre o Japão (Toho), Austrália (CP International), Estados Unidos (Napalm Films) e China (Zazou Productions). É o 29º filme da franquia Godzilla, o 6º e último filme da Era Millenium e o 28º filme do Godzilla produzido pela Toho. O filme é estrelado por Masahiro Matsuoka, Rei Kikukawa, Don Frye, Maki Mizuno, Kazuki Kitamura, Kane Kosugi, Kumi Mizuno, Kenji Sahara, Masami Nagasawa, Chihiro Otsuka, Shigeru Izumiya, Masakatsu Funaki, Masato Ibu, Jun Kunimura, e Akira Takarada. O filme coincidiu com o aniversário de 50 anos da franquia, por isso ele estrela diversos atores e Kaijus dos filmes antigos. . Antes da estreia, Godzilla ganhou uma estrela na Calçada da Fama em Hollywood. A estreia foi em 29 de novembro de 2004 em Los Angeles, Califórnia, e saiu nos cinemas japoneses em 4 de dezembro de 2004.
No roteiro, a terra é invadida por uma raça alienígena conhecida como xiliens. A Força de Defesa da Terra luta contra os invasores e eventualmente rescussitam sua única chance de salvar o planeta: Godzilla.

## Roteiro
O submarino Gotengo lança uma rajada de mísseis em uma batalha contra Godzilla e ambos ficam presos em uma caverna de gelo na Antártica. Nos anos seguintes, desastres naturais fazem com que monstros gigantes e mutantes apareçam. Esses mutantes são recrutados pela Força de Defesa da Terra para lutar contra os monstros. A versão atualizada do Gotengo, comandado pelo capitão Douglas Gordon, entra em combate com Manda no Canal da Mancha e a mata na costa da Normandia, mas o Gotengo é danificado e o capitão suspenso da Força de Defesa da Terra.
O cientista da ONU  Dr. Miyuki Otonashi, acompanhado do soldado mutante Shinichi Ozaki,  é enviado para estudar um monstro mumificado. Eles são teletransportados para a Ilha Infant onde encontram os Shobijin, as fadas de Mothra, que os levam até o Gigan mumificado, um ciborgue alienígena enviado para destruir a terra que foi derrotado por Mothra. Elas os avisam que uma batalha entre o bem e o mal está para começar e Ozaki precisa escolher um lado. De repente, monstros gigantes atacam várias das principais cidades do mundo: Rodan ataca Nova Iorque, Angurius ataca Xangai, Zilla ataca Sydney, King Caesar ataca Okinawa, Kamacuras ataca Paris, Kumonga ataca Phoenix, Ebirah ataca Tokai e Hedorah ataca um local não identificado. A Força de Defesa da Terra entra em combate com os monstros, mas todos eles desaparecem ao mesmo tempo que a nave-mãe de uma raça alienígena aparece nos céus de Tóquio. Os xiliens, nome dos alienígenas, avisam que o planeta Gorath está prestes a colidir com a Terra. Um tratado de paz é assinado entre os terráqueos e os xiliens. Enquanto isso, Minilla, filho de Godzila, é encontrado em uma floresta por Kenta Taguchi e seu avô, Samon Taguchi.
Desconfiados dos xiliens, Ozaki, Miyuki e sua irmã, Anna, descobrem que o Gorath que eles viram é um holograma e que os alienígenas substituiram vários membros da Força de Defesa da Terra por duplicatas. Quando espostos, o controlador xilien, que se denominou como X em um programa de rádio, mata seu superior para assumir o comando dos mutantes, exceto Ozaki, usando uma propriedade de seu DNA chamada base-M. X também toma controle dos monstros usando a mesma técnica e acorda Gigan para destruir a Força de Defesa da Terra. Gigan os persegue mas o grupo consegue escapar. Gordon os convence a viajarem até a Antártica para libertar Godzilla, que é imune ao controle mental de X devido a falta de base-M em seu DNA, e ele destroi Gigan facilmente. O Gotengo guia Godzilla até os outros monstros, e ele mata Kumonga, Kamacuras, Rodan, King Caesar, Anguirus, Ebirah e Hedorah e vai para Tóquio enfrentar os xiliens. A Força de Defesa da Terra invade a nave-mãe, mas são capturados e levados até X, que invoca Gorath na Terra. Godzilla explode Gorath antes que ele se impacte com a Terra, mas dele saem Monstro X e outros dois monstros. 
Um Gigan atualizado vem em auxílio do Monstro X, mas é interceptado por Mothra, que é gravemente ferida após destruir o ciborgue. Na nave-mãe, X revela que ele e Ozaki são seres superiores conhecidos como keizers, que nascem ao acaso quando o DNA humano e a base-M se misturam. Então, X passa a controlar Ozaki e o faz atacar seus aliados. Eles começam a lutar, mas X perde o controle de Ozaki por causa da bênção dos  Shobijin. X é então ferido mortalmente, mas aciona a autodestruição da nave, mas a Força de Defesa da Terra entra no Gotengo bem a tempo. Godzilla e Monstro X continuam a lutar, mas X transferiu sua energia keizer para o Monstro X antes de morrer, permitindo-o que se transformasse em sua forma final, o Keizer Ghidorah. Godzilla quase morre, mas Ozaki consegue transferir parte de sua energia keizer, fazendo-o se recuperar e sair vitorioso. Então, Godzilla destroi o Gotengo, mas Minilla o convence a não matar os membros da força. A Força de Defesa da Terra vê Godzilla e Minilla voltar ao oceano.

## Elenco

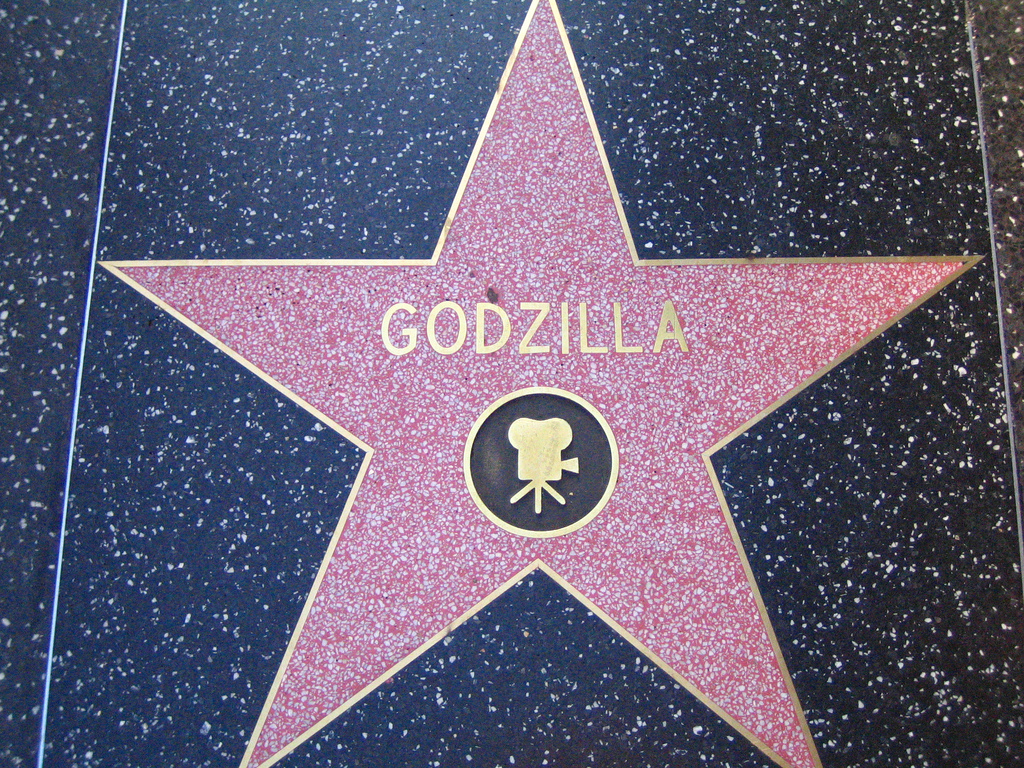
Estrela de Godzilla na Calçada da Fama

- Estrela de Godzilla na Calçada da FamaMasahiro Matsuoka como Shinichi Ozaki
- Rei Kikukawa como Miyuki Otonashi
- Don Frye como capitão Douglas Gordon
- Maki Mizuno como Anna Otonashi
- Kazuki Kitamura como the o controlador xilien, ou "X"
- Kane Kosugi como Kazama
- Kumi Mizuno como Akiko Namikawa
- Kenji Sahara como Dr. Jinguji
- Masami Nagasawa como Chihiro Otsuka as the Shobijin
- Shigeru Izumiya como Samon Taguchi
- Masakatsu Funaki como Commander Kumasaka
- Masatō Ibu como o general xilien
- Jun Kunimura como major Kumoro
- Akira Takarada como Naotaro Daigo
- Kenta Suga como Kenta Taguchi
- Tsutomu Kitagawa como Godzilla
- Naoko Kamio como Minilla e Rodan
- Kazuhiro Yoshida como Gigan e Hedorah
- Toshihiro Ogura como Keizer Ghidorah, Anguirus, e Ebirah
- Motokuni Nakagawa como Monster X e King Caesar[2]

## Monstros
- Godzilla
- Mothra
- Rodan
- Gigan
- Monstro X / Keizer Ghidorah
- Anguirus
- Hedorah
- Manda
- Minilla
- Kumonga
- Kamacuras
- Ebirah
- King Caesar
- Zilla

## Produção
Ryuhei Kitamura aceitou a oferta de dirigir o filme por estar insatisfeito com os filmes do Godzilla, dizendo: "Eu amava os filmes do Godzilla dos anos 70, mas não tanto os anos 80 e 90. Os filmes do Godzilla dos anos 70 não eram apenas sobre montros, eles sempre tinham mensagens e temas que refletiam o tempo e o local onde foram criados, e eles se misturavam tão bem com a parte de entretenimento. Eles perderam a mão nos anos 80."
Kitamura define a trilha sonora como uma coletânea das "melhores músicas," dizendo que "nós pegamos vários e vários elementos do passado e os combinamos de formas diferentes. É o que eu amo em Godzilla e o que eu não gosto nos filmes recentes."
Como nos filmes antecessores, Godzilla: Guerra Final faz um uso extensivo de efeitos práticos ao invés de computação gráfica. Os efeitos especiais foram dirigidos e supervisionados por Eiichi Asada, que também dirigiu os efeitos especiais de Godzilla: Tokyo S.O.S.. Ao comentar sobre os efeitos especiais, Kitamura disse durante a estreia mundial em Hollywood, "Vamos usar os efeitos práticos. É isso o que estivemos fazendo nos últimos 50 anos. E é isso o que Hollywood não faz. Então, na primeira reunião eu disse para todo mundo usar efeitos práticos, vamos fazer tudo ao vivo ao invés de computação gráfica. Então é como um Godzilla de computação gráfica de Hollywood contra os nossos monstros atores que nós criamos."
A filmagem ocorreu em Nova Iorque, Estados Unidos, e Sydney, Austrália. Cenas também foram filmadas em diversos lugares do Japão, incuindo Fukushima, Kobe e o estúdio Toho em Tóquio.

### Trilha sonora
A trilha sonora foi composta por Keith Emerson, Nobuhiko Morino e Daisuke Yano. Emerson foi convidado para participar por Kitamura, que assistia seus concertos. A maior preocupação de Emerson era a falta de tempo pois ele iria para um tour. Ele teve duas semanas para escrever as músicas, e acabou escrevendo mais do que as que foram usadas no filme. O filme contou com a música  We're All to Blame do Sum 41 durante a batalha de Godzilla e Zilla. A banda foi nomeada na primeira fileira durante os créditos.

## Estreia
Godzilla: Guerra Final foi distribuido para o cinema pela Toho em 29 de novembro de 2004. Foi lançado para o cinema nos Estados Unidos em 4 de novembro de 2004 e lançado em vídeo em 13 de dezembro de 2005.

### Crítica
O filme recebeu avaliações positivas principalmente no Japão, e avaliações variadas pelo resto do globo. O Agregador de Críticas e o Rotten Tomatoes deram uma nota de 50% ao filme, baseado em 12 críticas.
Steve Biodrowski do Cinefantastique chamou o filme de "fantástico" e de "uma onda de empolgação explosiva." Jim Agnew do Film Threat deu ao filme quatro estrelas e meia de cinco, dizendo: "O filme Godzilla: Guerra Final são boas novas paras os fãs de kaiju, é uma explosão empolgante de monstros gigantes." Drew McWeeny do Ain't It Cool News disse que "Godzilla: Guerra Final merece um espaço no meu coração. É legal. Cada cena é um legal puro e lunático." Sean Axmaker do Static Multimedia disse: "dirigido por um verdadeiro fã do retrô, é sobriamente, sabidamente, amavelmente, brega."  Craig Blamer do Chico News & Review o chamou de uma "celebração vertiginosa e rápida do monstrão."
Controversialmente, David Nusair do Reel Film deu uma estrela e meia de cinco, dizendo que "admito que as batalhas são bastante divertidas," mas sentiu que o diretor Ryuhei Kitamura "com certeza é a escolha errada para o filme." David Cornelius do eFilmCritic deu duas estrelas de cinco, o chamando de "o filme do Godzilla mais fraco e maçante que eu já vi em muito, muito tempo."  Ty Burr do Boston Globe deu uma estrela e meia de cinco, dizendo que o filme foca muito na ação e pouco na história, e o chamando de "35 minutos mais longo do que o necessário."
Entre os sites sobre kaiju, J.L. Carrozza do Toho Kingdom diz que amou Final Wars, e que "não é uma obra de arte, mas é insanamente divertido e sendo bem franco é difícil de não gostar." Mike Bogue do American Kaiju diz que "o filme tem falhas, mas é divertido mesmo assim," e que "há muitas batalhas como as de Matrix," mas que o filme "faz excelente uso dos monstros" e "Kitamura faz as coisas se moverem bem rápido." Japan Hero criticou a "falta de desenvolvimento dos personagens," mas concluiu que Final Wars é "um filme muito divertido," e que "Kitamura fez um ótimo trabalho ao criar um filme interessante e com excelentes visuais como sendo o último filme do Godzilla."
Stomp Tokyo disse que "as cenas dos monstros são geralmente bem-feitas," mas criticou a incoerência do filme, dizendo: "É uma pena que Kitamura não escolheu um tom para o filme, ao invés de mudar bruscamente de cena a cena." Lenny Taguchi do Monster Zero criticou a trilha sonora de Keith Emerson, mas no geral fez uma resenha positiva, chamando o filme de "divertido e bom," que "tenta várias coisas diferentes e normalmente é bem-sucedido."
O diretor Kitamura comentou na estreia mundial que concordou em dirigir o filme por querer atualizar a franquia ao mesmo tempo que queria resgatar o espírito dos primeiros filmes do Período Showa. Ele queria incorporar a mesma velocidade e força vistos em filmes como Godzilla vs. Mechagodzilla, que ele acredita ser um dos filmes mais esquecidos da franquia. "Os filmes do Godzilla perderam a essência. Eu acho que os filmes do Godzilla dos anos 70 tinham mais força e velocidade. Ele era muito rápido e muito forte. Então, no meu Godzilla, sabe, é menos diálogo e mais ação. É bem mais legal do que ver um monte de gente discutindo o que fazer sobre o Godzilla. Como um fã de Godzilla, eu gostaria de vê-lo socando e chutando, metendo porrada em todos aqueles outros monstros, ao invés de ver alguém falando de novo, sabe, discutindo a operação. É isso o que eu quero fazer, eu quero reviver esse sentimento, mas eu preciso atualizar a franquia. Esse filme é a atualização da versão daqueles filmes malucos de monstros dos anos 60 aos 70. Espero que os americanos não modifiquem tanto assim a versão japonesa."

### Prêmios
| Ano  | Prêmio                                        | Categoria                                                      | Resultado | Fonte  |
| ---- | --------------------------------------------- | -------------------------------------------------------------- | --------- | ------ |
| 2005 | Neuchâtel International Fantasy Film Festival | Melhor filme de longa metragem                                 | Indicado  | [ 34 ] |
| 2006 | Fangoria Chainsaw Awards                      | Importado Mais Perturbador (Filme Extrangeiro Mais Assustador) | Indicado  | [ 35 ] |

## Multimídia
Sony Pictures Home Entertainment
- Lançamento: 13 de dezembro de 2005
- Proporção: Widescreen (2.40:1) Anamorphic
- Som: Japonês (Dolby Digital 5.1) inglês (Dolby Digital 5.1)
- Legendas: Inglês e francês
- Extras: Behind-the-Scenes Featurette (comparação do B-roll com o produto final)(17:53 min); Trailers do Final Fantasy VII Advent Children, Steamboy, Dust to Glory, MirrorMask, and Madison
- Região: 1
- Classificação MPAA: PG-13 por exibir sequências intensas de violência.

Sony – Blu-ray (Toho Godzilla Collection)
- Lançamento: 6 de maio de 2014
- Imagem: 2.40:1 (MPEG-4 AVC) [1080P]
- Som: Japonês e inglês (DTS-HD Master Audio 5.1)
- Legenda: inglês, inglês SDH e francês
- Extras:
- Godzilla: B-Roll to Film (SD, japonês DD 2.0, legendas em inglês, 17:54)
- Theatrical Trailer (japonês DD 2.0, legendas em inglês, 2:11, HD)
- Teaser 1 (japonês DD 2.0, legendas em inglês, 0:41, HD)
- Teaser 2 (japonês DD 2.0, legendas em inglês, 0:41, HD)
- Teaser 3 (japonês DD 2.0, legendas em inglês, 0:42, HD)
- Notas: Este é um 2-Disc que também contém Godzilla: Tokyo SOS.